# 杭州铁路运输法院
杭州铁路运输法院，位于浙江省杭州市江干区钱潮路22号，是中华人民共和国的一所铁路运输法院。

## 沿革
1956年1月21日，根据全国第二届司法会议的精神，上海铁路局杭州铁路分局辖区设立上海铁路运输法院杭州派出庭。1982年5月1日，成立杭州铁路运输法院，下设刑事审判庭、经济审判庭、控告申诉庭、办公室。2003年1月，铁路两级法院机构改革，杭州铁路运输法院由一室四庭改成一处一室五庭（政治处、办公室（内设法警大队）、刑事审判庭、民事审判庭、立案庭、审判监督庭、执行庭）。2012年6月，为了贯彻中央关于司法体制改革的精神，遵照中央编办发15号《关于铁路公检法管理体制改革和核定政法专项编制的通知》及《关于铁路法院检察院管理体制改革若干问题的意见》的要求，上海铁路局一次性将杭州铁路运输法院整体移交给浙江省高级人民法院实行属地管理，纳入国家司法管理体系。2013年1月，中国共产党浙江省委员会政法委员会关于印发浙政法发9号《杭州铁路运输法院检察院改制移交工作领导小组协调会纪要（第2期）》的通知，将杭州铁路运输法院移交浙江省杭州市中级人民法院管理。杭州铁路运输法院作为专门人民法院，承担浙江省铁路的各类刑事案件、部分民商事案件的审判和执行工作。2016年1月1日起，集中管辖杭州市、区（县、县级市）两级人民政府作为复议机关作共同被告的原由其他基层人民法院管辖的第一审行政诉讼案件。
2016年，运输法院机关从始版桥搬迁至钱江新城。
2017年8月18日，杭州互联网法院正式揭牌，牌子挂在杭州铁路运输法院。

## 辖区
本院的管辖范围为浙江省境内所有铁路经过的地、市所辖的行政区域。

## 历任院长
- 杜前（？—2017年8月16日）[6]